# Kristin Umland
Pour les articles homonymes, voir Umland.
Kristin Umland est une mathématicienne et pédagogue américaine.  

## Éducation et carrière
Kristin Umland obtient un  B.A. de l'université de Californie à Santa Cruz, puis son doctorat en 1996 à l'université de l'Illinois à Chicago sous la supervision de Stephen D. Smith, avec une thèse intitulée The Mod-2 Cohomology of the Lyons Group.
Elle est professeure associée au sein du Département de mathématiques et de statistiques de l'université du Nouveau-Mexique. Ses travaux concernent à la fois la recherche mathématique, en topologie algébrique, et l'enseignement des mathématiques aussi bien au niveau local, fédéral que national, cherchant à améliorer l'enseignement des mathématiques pour les enseignants de l'élémentaire et du secondaire. Elle est vice-présidente chargée du contenu du projet « Illustrative Mathematics », une ressource mathématique en ligne.

## Prix et distinctions
Elle a été la lauréate 2018 du prix Louise Hay de l'Association for Women in Mathematics, notamment en raison de son implication dans le développement de « Illustrative Mathematics ».

## Publications
- College Algebra (Kendall Hunt Pub Co, 2002)  (ISBN 978-0787293765).